# Stelis macrantha
Stelis macrantha är en orkidéart som beskrevs av Robert Allen Rolfe. Stelis macrantha ingår i släktet Stelis och familjen orkidéer. Inga underarter finns listade i Catalogue of Life.